# Сигурд Риббунг
Сигурд Эрлингссон Риббунг (ок. 1203—1226) — претендент от партии баглеров на норвежский королевский трон (1219—1226). Старший сын короля и главы партии баглеров Эрлинга Стейнвегга (1204—1207).

## Биография
Отец Сигурда — Эрлинг Стейнвегг (Каменная Стена) объявил себя сыном конунга Норвегии Магнуса V Эрлингссона и возглавил партию баглеров. В 1204 году, воспользовавшись смертью короля Хакона III, Эрлинг при поддержке датских войск высадился в Норвегии, стал конунгом в южной и западной части государства. В 1207 году Эрлинг Стейнвегг скончался, оставив двух сыновей, одним из которых был Сигурд. После смерти Эрлинга главой партии баглеров и конунгом Норвегии был избран ярл Филипп Симонссон (1207—1217), который стал опекуном малолетних детей Эрлинга Стейнвегга.
В 1217 году после смерти Филиппа Симонссона партии баглеров и биркебейнеров примирились. Баглеры были распущены. Королём объединенной Норвегии стал юный Хакон IV (1217—1263), а фактическим правителем королевства ярл Скуле Бордссон.
Однако не все баглеры оказались довольны мирным урегулированием. В 1219 году недовольные баглеры подняли восстание. Они объявили своим лидером и новым конунгом 15-летнего Сигурда Риббунга, который вскоре подчинил своей власти Восточную Норвегию.
После нескольких лет борьбы Сигурд Риббунг в 1222 или 1223 году согласился сдаться Скуле Бордссону. В 1223 году Сигурд присутствовал на собрании норвежской знати в Бергене, где обсуждался вопрос, кто будет королём Норвегии. Сигурд Риббунг был одним из пяти кандидатов на престол, но законным королём Норвегии остался Хакон IV. Ярл Скуле Бордссон, который также был одним из кандидатов на трон, получил во владение Трёнделаг.
Постепенно король Хакон стал брать на себя все больше и больше реальной власти в королевстве. Вскоре Сигурд Риббунг бежал из плена у ярла Скуле в Нидаросе в Осло, где возобновил восстание на востоке Норвегии. В 1226 году Сигурд Риббунг скончался в Осло. После смерти Сигурда баглеры избрали своим лидером и новым кандидатом на трон Кнута Хаконссона. В течение года баглеры продолжали мятеж, пока не потерпели окончательное поражение от королевской армии. В 1227 году Кнут Хоконссон прекратил сопротивление и заключил мир с королём Хаконом, женившись на дочери ярла Скуле Бордссона.